# Анмар
Анмар је арапско племе које се састојало углавном од Арапа из грана Кахтанита, Аднанита и Исмаилита. Анмар на арапском значи: „чиста вода”.
Када је Мудар требало да добије сина, анмарска племена су пропала. Пророк каже да је Анмар био једно од племена Јемена, сина Сабиног од Кахтанита.